# CFNM
CFNM은 Clothed female Naked male의 약자로 여성은 옷을 입고 남성은 벌거벗은 형태를 말한다.

## 미디어에서
CFNM은 포르노그래피에서도 흔히 찾아볼 수 있는 장르이다. 주로 BDSM 형태의 포르노그래피에서 많이 보이는 형태인데 펨돔(여자 주인), 멜섭(남자 노예) 관계를 다루는 장르의 포르노그래피에서 많이 취급하는 형태이다. 이 경우 멜섭 역을 맡은 배우는 알몸에 개 목줄을 착용하고 있는 경우가 많다. 일반적인 장르에서도 어렵지 않게 찾아볼 수 있는 형태이기도 하다. 일반적인 장르의 포르노에서 보이는 CFNM은 여자 배우는 하의만 벗거나 치마를 입은 경우 치마를 걷어올리고 팬티만 탈의한 채 촬영하고 남자 배우는 옷을 전부 다 벗은 나체 상태로 촬영하는 게 일반적이다. 그 밖에 일본 AV에서는 이런 류의 장르를 많이 생산하고 있는데 메이저한 AV 배우들 중에서는 사쿠라기 린, 와카나 나오 등이 이런 장르에 종종 출연했다.

## 예술에서
예술에서 CFNM 장르는 일찌감치 출현한 편이다. 그 이유는 미술사에서 여성의 누드를 그리거나 조각한 역사가 그리 길지 않기 때문이다. 인류가 누드를 표현한 때는 고대 그리스 시절부터인데 이 시대엔 주로 남성의 누드를 그리거나 조각하는 경우가 많았다. 고대 그리스에서는 남성이야말로 가장 완벽하고 이성적인 인간이며 여성은 미숙한 존재로 보았기 때문이다. 그래서 여성의 누드를 표현한 것은 그리 많지 않으며 있다고 해도 대개 여신들을 그리거나 조각한 것이지 인간 여자를 주제로 한 것은 없었다. 그래서 고대의 작품들은 대체로 남성이 누드, 여성이 옷을 입은 형태의 그림이 많다. 자크 루이 다비드의 대표작 헬레나와파리스가 대표적인 CFNM 장르의 그림이다.

## 일상생활에서
BDSM 관계 커플들 사이에선 자주 있는 일이다. 돔과 섭 관계가 설정된 BDSM의 경우 섭에게 옷을 입히지 않는 경우가 많다. 그래서 펨섭 - 멜돔 커플이라면 펨섭은 대체로 나체가 기본 복장이라고 보면 된다. 여자 주인은 옷을 입고 있고 남자 노예는 발가벗고 있는 모습인데 이 경우 남자 노예는 자기 혼자 발가벗고 있기 때문에 수치심이 더욱 커지게 되고 아울러 복종심도 커지게 된다고 한다. 애완동물들이 주인에게 애교를 부릴 때 배를 내밀면서 애교를 부리고 복종하는 것과 같은 맥락이라고 보면 된다. 남자 노예로서는 여자 주인 앞에서 발가벗고 있는 게 수치스럽지만 주인이 그 수치심을 이기면서까지 나체로 있을 수 있는 위엄을 갖추었기 때문이다.

## 같이 보기
- CMNF
- BDSM
- 나체 미술
- 누드 사진